# Сен-При (Алье)
Сен-При (фр. Saint-Prix) — коммуна во Франции, находится в регионе Овернь. Департамент коммуны — Алье. Входит в состав кантона Лапалис. Округ коммуны — Виши.
Код INSEE коммуны — 03257.

## Население
Население коммуны на 2008 год составляло 811 человек.
| 1962 | 1968 | 1975 | 1982 | 1990 | 1999 | 2008 |
| ---- | ---- | ---- | ---- | ---- | ---- | ---- |
| 825  | 830  | 797  | 837  | 840  | 809  | 811  |

## Экономика
В 2007 году среди 504 человек в трудоспособном возрасте (15—64 лет) 365 были экономически активными, 139 — неактивными (показатель активности — 72,4 %, в 1999 году было 68,9 %). Из 365 активных работали 330 человек (188 мужчин и 142 женщины), безработных было 35 (20 мужчин и 15 женщин). Среди 139 неактивных 31 человек были учениками или студентами, 62 — пенсионерами, 46 были неактивными по другим причинам.

## Достопримечательности
- Романская часовня Нотр-Дам-де-Больё
- Неороманская церковь XIX века